# Coupe de Russie 2017
Navigation
Édition précédente Édition suivante
La Coupe de Russie est une compétition internationale de patinage artistique qui se déroule en Russie au cours de l'automne. Elle accueille des patineurs amateurs de niveau senior dans quatre catégories: simple messieurs, simple dames, couple artistique et danse sur glace. En 2017 elle s'appelle également Coupe Rostelecom (Rostelecom Cup en anglais).
La vingt-deuxième Coupe de Russie est organisée à la Megasport Arena de Moscou du 20 au 22 octobre 2017. Elle est la première compétition du Grand Prix ISU senior de la saison 2017/2018.

## Résultats

### Messieurs
| Rang | Nom                 | Pays        | Points | Programme court | Programme court | Programme libre | Programme libre |
| ---- | ------------------- | ----------- | ------ | --------------- | --------------- | --------------- | --------------- |
| 1    | Nathan Chen         | États-Unis  | 293.79 | 1               | 100.54          | 2               | 193.25          |
| 2    | Yuzuru Hanyu        | Japon       | 290.77 | 2               | 94.85           | 1               | 195.92          |
| 3    | Mikhail Kolyada     | Russie      | 271.06 | 4               | 85.79           | 3               | 185.27          |
| 4    | Misha Ge            | Ouzbékistan | 255.33 | 5               | 85.02           | 4               | 170.31          |
| 5    | Moris Kvitelashvili | Géorgie     | 250.26 | 8               | 80.67           | 5               | 169.59          |
| 6    | Dmitri Aliev        | Russie      | 239.61 | 3               | 88.77           | 7               | 150.84          |
| 7    | Nam Nguyen          | Canada      | 238.45 | 7               | 80.74           | 6               | 157.71          |
| 8    | Deniss Vasiļjevs    | Lettonie    | 227.53 | 6               | 82.44           | 9               | 145.09          |
| 9    | Denis Ten           | Kazakhstan  | 214.35 | 10              | 69.00           | 8               | 145.35          |
| 10   | Andrei Lazukin      | Russie      | 212.14 | 9               | 78.54           | 11              | 133.60          |
| 11   | Grant Hochstein     | États-Unis  | 206.09 | 11              | 67.56           | 10              | 138.53          |
| 12   | Daniel Samohin      | Israël      | 183.79 | 12              | 62.02           | 12              | 121.77          |

### Dames
| Rang | Nom                  | Pays       | Points | Programme court | Programme court | Programme libre | Programme libre |
| ---- | -------------------- | ---------- | ------ | --------------- | --------------- | --------------- | --------------- |
| 1    | Ievguenia Medvedeva  | Russie     | 231.21 | 1               | 80.75           | 1               | 150.46          |
| 2    | Carolina Kostner     | Italie     | 215.98 | 2               | 74.62           | 2               | 141.36          |
| 3    | Wakaba Higuchi       | Japon      | 207.17 | 3               | 69.60           | 3               | 137.57          |
| 4    | Elena Radionova      | Russie     | 195.52 | 5               | 68.75           | 4               | 126.77          |
| 5    | Kaori Sakamoto       | Japon      | 194.00 | 4               | 68.88           | 5               | 125.12          |
| 6    | Mariah Bell          | États-Unis | 188.56 | 7               | 63.85           | 6               | 124.71          |
| 7    | Valeria Mikhailova   | Russie     | 185.09 | 8               | 63.38           | 8               | 121.71          |
| 8    | Elizabet Tursynbaeva | Kazakhstan | 184.95 | 6               | 63.92           | 9               | 121.03          |
| 9    | Mirai Nagasu         | États-Unis | 178.25 | 9               | 56.15           | 7               | 122.10          |
| 10   | Nicole Schott        | Allemagne  | 168.72 | 10              | 55.55           | 10              | 113.17          |
| 11   | Maé-Bérénice Méité   | France     | 160.96 | 11              | 54.24           | 12              | 106.72          |
| 12   | Anastasia Galustyan  | Arménie    | 154.90 | 12              | 48.10           | 11              | 106.80          |

### Couples
| Rang | Nom                                  | Pays       | Points | Programme court | Programme court | Programme libre | Programme libre |
| ---- | ------------------------------------ | ---------- | ------ | --------------- | --------------- | --------------- | --------------- |
| 1    | Evgenia Tarasova / Vladimir Morozov  | Russie     | 224.25 | 1               | 76.88           | 1               | 147.37          |
| 2    | Ksenia Stolbova / Fedor Klimov       | Russie     | 204.43 | 2               | 71.39           | 2               | 133.04          |
| 3    | Kristina Astakhova / Alexei Rogonov  | Russie     | 199.11 | 4               | 67.14           | 3               | 131.97          |
| 4    | Valentina Marchei / Ondřej Hotárek   | Italie     | 193.63 | 3               | 68.48           | 4               | 125.15          |
| 5    | Julianne Séguin / Charlie Bilodeau   | Canada     | 186.16 | 5               | 67.06           | 5               | 119.10          |
| 6    | Miriam Ziegler / Severin Kiefer      | Autriche   | 175.06 | 6               | 59.35           | 7               | 115.71          |
| 7    | Marissa Castelli / Mervin Tran       | États-Unis | 170.53 | 7               | 54.37           | 6               | 116.16          |
| 8    | Sumire Suto / Francis Boudreau-Audet | Japon      | 136.80 | 8               | 48.93           | 8               | 87.87           |

### Danse sur glace
| Rang | Nom                                  | Pays               | Points | Danse courte | Danse courte | Danse libre | Danse libre |
| ---- | ------------------------------------ | ------------------ | ------ | ------------ | ------------ | ----------- | ----------- |
| 1    | Maia Shibutani / Alex Shibutani      | États-Unis         | 189.24 | 1            | 77.30        | 1           | 111.94      |
| 2    | Ekaterina Bobrova / Dmitri Soloviev  | Russie             | 184.74 | 2            | 76.33        | 2           | 108.41      |
| 3    | Aleksandra Stepanova / Ivan Bukin    | Russie             | 179.35 | 3            | 71.32        | 3           | 108.03      |
| 4    | Piper Gilles / Paul Poirier          | Canada             | 172.29 | 4            | 69.67        | 4           | 102.62      |
| 5    | Charlène Guignard / Marco Fabbri     | Italie             | 171.37 | 5            | 68.99        | 5           | 102.38      |
| 6    | Betina Popova / Sergey Mozgov        | Russie             | 164.02 | 6            | 64.14        | 6           | 99.88       |
| 7    | Rachel Parsons / Michael Parsons     | États-Unis         | 148.75 | 7            | 59.41        | 8           | 89.34       |
| 8    | Marie-Jade Lauriault / Romain Le Gac | France             | 147.19 | 8            | 55.64        | 7           | 91.55       |
| 9    | Alisa Agafonova / Alper Uçar         | Turquie            | 140.79 | 10           | 53.11        | 9           | 87.68       |
| 10   | Nicole Kuzmichová / Alexandr Sinicyn | République tchèque | 136.81 | 9            | 54.39        | 10          | 82.42       |

## Source
- Résultats de la coupe de Russie 2017 sur le site de l'ISU